# 清水宏泰
清水 宏泰（しみず ひろやす、1967年 - ）は、日本の実業家。元フジテレビのバラエティチーフプロデューサー。
株式会社サンティ代表取締役社長、株式会社フォーミュレーション代表取締役社長、株式会社エスエルティ代表取締役社長。

## 人物像
松本人志と放送作家である高須光聖のラジオ番組放送室（2005年8月27日放送）出演時のトークによると、生家は平安時代から続く京都の寺院であり、学生時代から自動車を所有していた。東京大学卒業後、1989年にフジテレビに入社。高級食材に関する造詣が深く、その金銭感覚や人間性についてしばしば同番組内で松本や高須の話題に上ることがある。
入社後しばらくの期間は営業部に所属していたが、『LOVE LOVE あいしてる』のアシスタントディレクターを務めた事をきっかけとし、製作スタッフとなる。その後、1999年の正月特番『決定!ものまね王座決定戦ベストテン』内で出演者の松村邦洋に物真似をされたり、2004年4月の『HEY!HEY!HEY!生放送スペシャル』内で、用意しておいた紙ふぶきを出すタイミングを誤り、松本人志に「安田大サーカスか」と指摘されるなど、番組内での露出が増えていった。2003年に、『働くおっさん人形』『モーニングビッグ対談』で初めてチーフプロデューサーを務めた。このように松本人志とは公私に渡って付き合いがある。
2009年、不動産関係の会社を営んでいた父親の死去をきっかけに、株式会社サンティの代表取締役を引き継ぐとともに、テレビ関係では、テレビリサーチ会社株式会社フォーミュレーションの取締役社長に就任。併せて、広告・メディアプロデュース会社、株式会社エスエルティの代表取締役にも就任。

## フジテレビ時代の担当番組

### Special Thanks
- クイズ!ヘキサゴンII

### 企画
- FNS地球特捜隊ダイバスター
- 〜ジョーデキ!POP COMPANY〜POP屋
- マツコの部屋

### 制作
- HEY!HEY!HEY! MUSIC CHAMP（当初APとして参加、後にプロデューサー→チーフプロデューサーを経て制作に。）
- 芸能人こだわり王講座 イケタク
- ゲーム&クイズバラエティ ペケ×ポン
- さんま&くりぃむの芸能界(秘)個人情報グランプリ
- お笑い芸人王座決定戦スペシャル
  - お笑い芸人親子で漫才王座決定戦スペシャル
  - お笑い芸人歌がうまい王座決定戦スペシャル
  - お笑い芸人マジック王座決定戦スペシャル
  - お笑い芸人どっきり王座決定戦スペシャル

### チーフプロデューサー
- グラビアトークオーディション
- ブンブンサタデー
  - ヴァケスケ
  - 世の中どこ見てんのよ!?ジャリバラ!
- アジアの純情
- 働くおっさん人形
- モーニングビッグ対談
- WORLD DOWNTOWN
- 考えるヒト
- お台場アイドル魂（ニューカマーズで2004年6月13日放送、Pは他に関卓也）
- 人志松本のすべらない話
- さんま・福澤のホンマでっか!?ニュース
- THEわれめDEポン
- 告発!10人の怒れる芸能人
- ショーパン
- アナ☆ログ
- 魁!音楽番付
- アナ★バン!
- モノシリス
- カトパン
- 年度検定
- 取材拒否の店
- 爆笑そっくりものまね紅白歌合戦スペシャル（チーフプロデューサー → 制作）
- 関ジャニ∞クロニクル

### プロデューサー
- トロイの木馬
- うっひゃ〜!!はなさかロンドンブーツ
- すけスケシルバ
- ダウンタウンのものごっつええ感じスペシャル2001
- バッテンクイズHEXAGON
- ロバートホール水
- リチャードホール
- えなりかずきの一休さん（2004年1月8日放送、テレビドラマ、企画）
- 新春かくし芸大会（2002年・第39回のみ）
- FNS歌謡祭

### 協力プロデューサー
- カワズ君の検索生活
- くるくるドカン
- (株)世界衝撃映像社

### ディレクター
- LOVE LOVEあいしてる
- 所・草彅の噂の特番!スーパーキッズ やれるもんならやってみろ!!
- MUSIC HAMMER

### 制作進行
- 疾風怒涛!FNSの日スーパースペシャルXI真夏の27時間ぶっ通しカーニバル~REBORN

## 関連人物
- ダウンタウン
- くりぃむしちゅー
- きくち伸
- 水口昌彦
- 佐々木将